# Sethian
Sethian é uma banda finlandesa de metal progressivo formada em 1998 na cidade de Savonlinna, Savônia do Sul pelos músicos Tapio Wilska e Jussi Koponen. O grupo encontra-se atualmente em hiato indefinido.

## História
A banda foi fundada pelo vocalista Tapio Wilska e o guitarrista Jussi Koponen em 1998, que gostariam de continuar tocando juntos após ambos terem saído do grupo Nattvindens Gråt. Uma demo foi então gravada no mesmo ano com a ajuda do tecladista do Nightwish, Tuomas Holopainen, e do baterista Sami Karttunen. Uma das faixas gravadas, "Altered States", chegou a ser incluída em uma compilação da gravadora italiana Black Widow, intitulada Not of This Earth (2002).
A formação da banda expandiu com a chegada dos músicos Juuso Jalasmäki e Marco Kautose no baixo e guitarra, respectivamente. Com isso, foi gravada uma nova demo no final de 2001, intitulada The Dream Domain, que contou novamente com as participações de Holopainen e Karttunen. O material foi publicado em formato MP3 no website oficial da banda, e despertou o interesse do público e do selo Spinefarm Records, que os concedeu um contrato para a produção de seu álbum de estreia.
O baterista Jukka Nevalainen foi então convidado para integrar a banda, dando início ao processo de produção do disco Into the Silence, que foi gravado entre setembro e outubro de 2002 no estúdio Sundi Coop, e mixado entre janeiro e fevereiro de 2003 no estúdio Finnvox em Helsinque. Seu lançamento oficial ocorreu em 28 de abril de 2003, após alguns adiamentos.
A banda também anunciou que precisava de um terceiro guitarrista para as apresentações ao vivo, portanto Jalasmäki mudou para a guitarra e Sam Silvennoinen foi recrutado como baixista. Nils Ursin, da banda Timo Rautiainen & Trio Niskalaukaus, também executou os teclados exclusivamente nos shows ao vivo.
Algum tempo depois, no final de 2004, um comunicado emitido pela banda anunciou que eles entrariam em um período de hiato indefinido, uma vez que todos os integrantes estavam dedicados à outros projetos musicais e ambições familiares.

## Formação

### Atual
- Tapio Wilska – vocais (desde 1998)
- Jussi Koponen – guitarra, vocais (desde 1998)
- Juuso Jalasmäki – guitarra, vocais (desde 2001)
- Marco Kautose – guitarra (desde 2001)
- Jukka Nevalainen – bateria (desde 2002)
- Sam Silvennoinen – baixo (desde 2002)

### Membros de apoio
- Nils Ursin – teclado (ao vivo: 2003–2004)

## Discografia

### Álbuns de estúdio
- Into the Silence (2003)

### Álbuns demo
- Demo (1998)
- The Dream Domain (2001)